# Pulveria porrecta
Pulveria porrecta är en svampart som beskrevs av Malloch & Rogerson 1977. Pulveria porrecta ingår i släktet Pulveria och familjen kolkärnsvampar.   Inga underarter finns listade i Catalogue of Life.